# Mochtar Kusumaatmadja
Mochtar Kusumaatmadja, né le 17 février 1929 à Batavia et mort le 6 juin 2021 à Jakarta, est un homme politique et diplomate indonésien. Il est ministre indonésien de la Justice de 1974 à 1978 et ministre des Affaires étrangères de 1978 à 1988.